# Kastanjebröstad bergstjärna
Kastanjebröstad bergstjärna (Oreotrochilus adela) är en fågel i familjen kolibrier.

## Utbredning och systematik
Fågeln förekommer i Anderna i Bolivia och näraliggande Argentina. Den behandlas som monotypisk, det vill säga att den inte delas in i några underarter.

## Status
IUCN kategoriserar arten som livskraftig.